# 恵庭市立恵み野旭小学校
恵庭市立恵み野旭小学校（えにわしりつ めぐみのあさひしょうがっこう）は、北海道恵庭市恵み野北に所在する公立小学校。
児童 499名（2024年現在）

## 概要
校舎が鉄筋コンクリートの2階構造（延床面積は3,597㎡）。正面中央1階柱の空間（ピロティー）から中庭（アトリウム）があり、アトリウム内の左右に児童玄関がある。

## 沿革

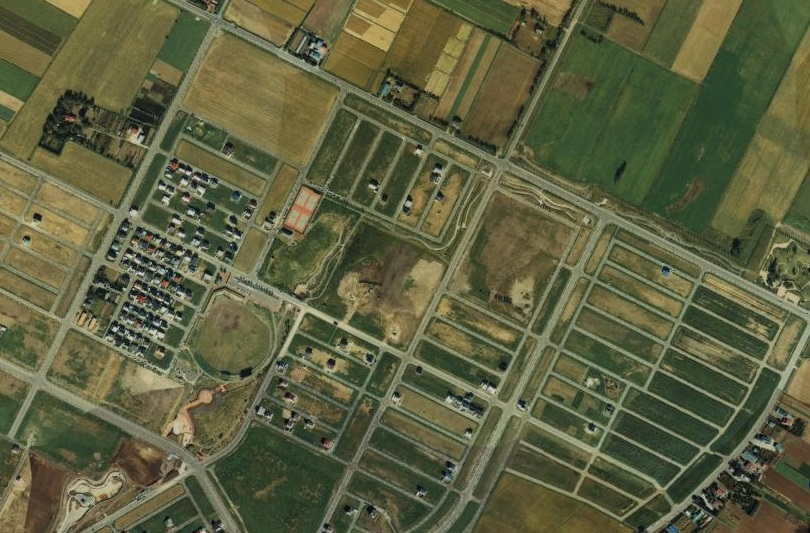
恵み野旭小学校の建設予定地周辺(1986年)
国土地理院地図を基に作成

「恵庭ニュータウン恵み野」造成により、恵み野小学校が児童増加し続け校舎の増改築を繰り返していた。その校舎が対応できなくなることが予想され、1988年5月13日に恵庭市教育委員会に恵み野北4丁目に新設校「恵み野第二小学校」の建設を決議し可決。1990年に校区の保護者から校名募集をした結果「恵み野旭小学校」に決定した。1991年4月6日に恵み野小学校から分離し、「恵庭市立恵み野旭小学校」として児童527名18学級編制で開校した。1993年に第2期校舎増築工事（普通教室6、図書室、図工室）が完成。児童が増加して開校6年目の1997年に児童が747名（21学級）となった。2012年と2013年に特別支援学級（2学級、1学級）が新設された。
年表
- 1988年（昭和63年）- 教育委員会において恵み野第二小学校の設置を決議し可決[4]。
- 1990年（平成2年）- 校名を決定。校舎建設工事着工[4]。
- 1991年（平成3年）- 校舎建設工事完成、恵庭市立恵み野旭小学校開校、校歌・校章制定、校門完成[4]。
- 1993年（平成5年）- 校舎増築工事完成[4]。
- 1994年（平成6年）- 温水プール完成[4]。
- 2002年（平成14年）- 新教育目標を設定[4]。
- 2004年（平成16年）- 恵庭市より図書司書を配置[4]。
- 2012年（平成24年）- 特別支援学級（2学級）新設[4]。
- 2013年（平成25年）- 特別支援学級（1学級）新設[4]。
- 2017年（平成29年）- 子供の読書活動優秀実践校として文部科学大臣表彰[4]。
- 2019年（平成31年）- 教育目標を改訂[5]。

## 教育目標
- 「やさしく かしこく たくましく」 - 夢 きらきら 旭の子 -[5]

## 学校行事
学校行事は以下の通り。
- 4月 - 入学式、前期始業式
- 5月 - 1年生を迎える会
- 6月 - 運動会、遠足、修学旅行（6年）、ミニコンサート
- 7月 - 宿泊学習（5年）、救命講習（6年）、夏季休業
- 8月 -
- 9月 - 社会見学（1年、3年、4年）
- 10月 - 社会見学（2年）前期終業式、秋季休業、後期始業式
- 11月 - 学芸発表会、ミニコンサート
- 12月 - 冬季休業
- 1月 - スキー学習
- 2月 - 中学校入学説明会（6年）、ミニコンサート
- 3月 - 6年生を送る会、卒業式、修了式、学年末休業

## 通学区域
通学区域は以下の通り
- 恵み野東
- 恵み野北
- 南島松（121-311番地、551-635番地）

## 進学先中学校
- 恵庭市立恵み野中学校[8]

## 交通アクセス
鉄道
- JR千歳線恵み野駅より徒歩27分

バス
- えにわコミュニティバス（ecoバス）循環A・Bコース『恵み野旭小学校』停留所下車、徒歩1分[9]

## 画像

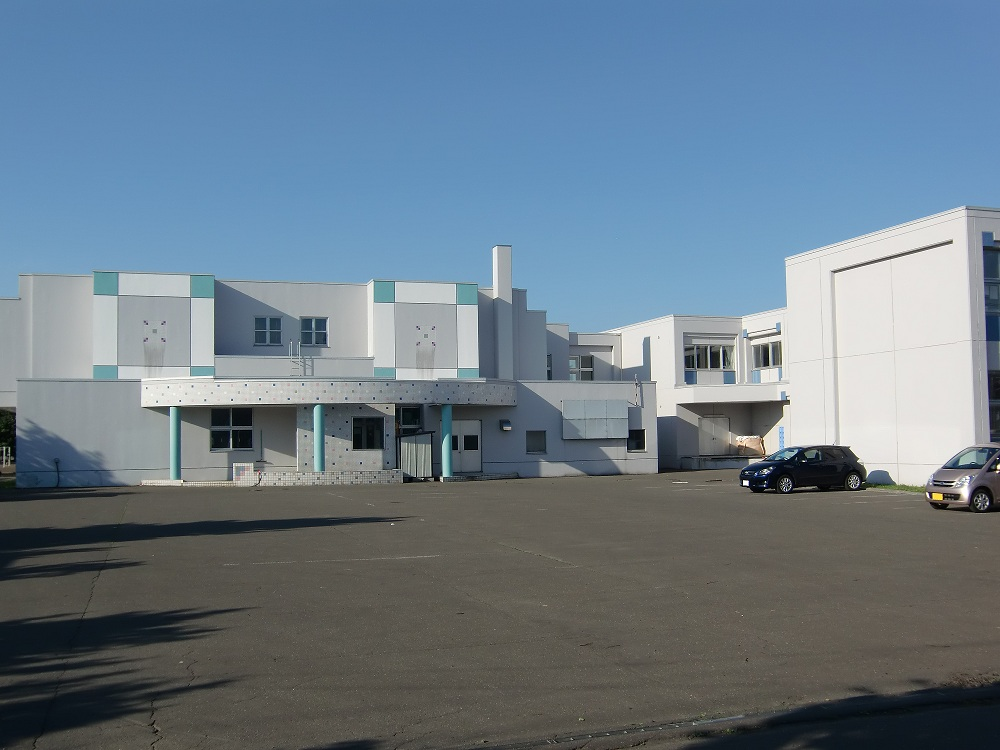
体育館（2013年6月）
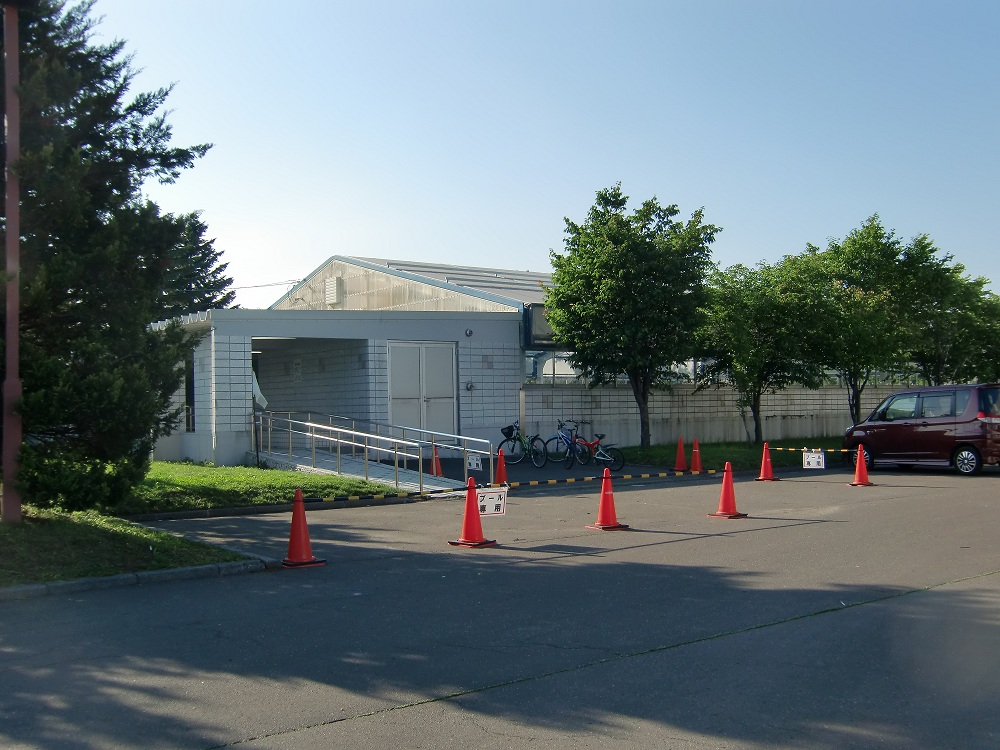
温水プール（2013年6月）
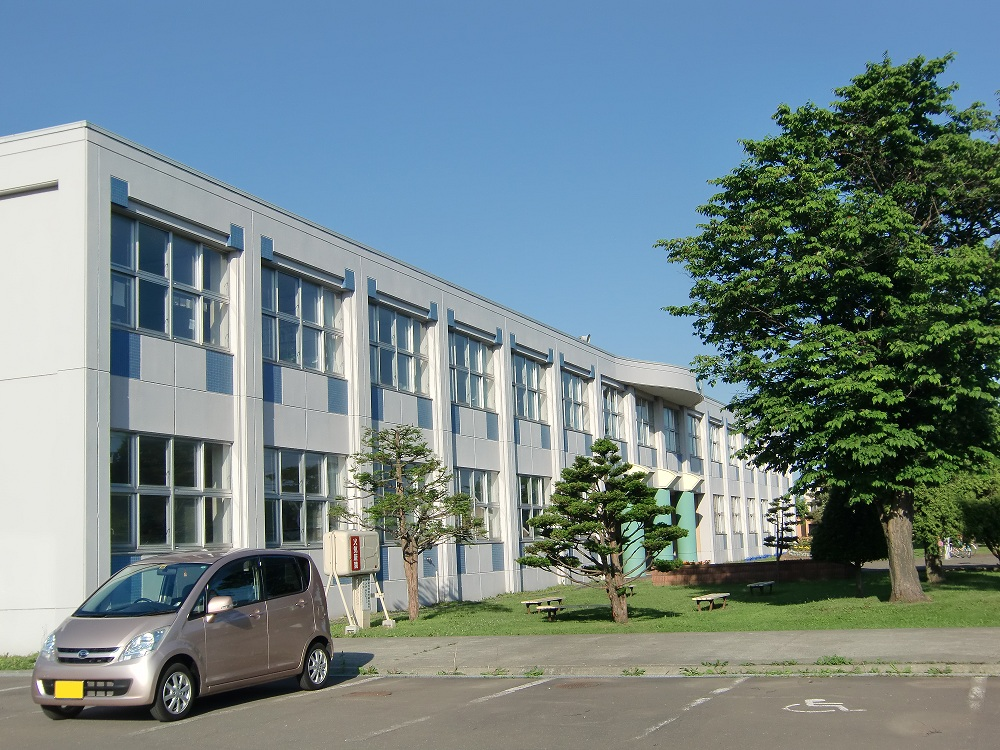
校舎左側（2013年6月）

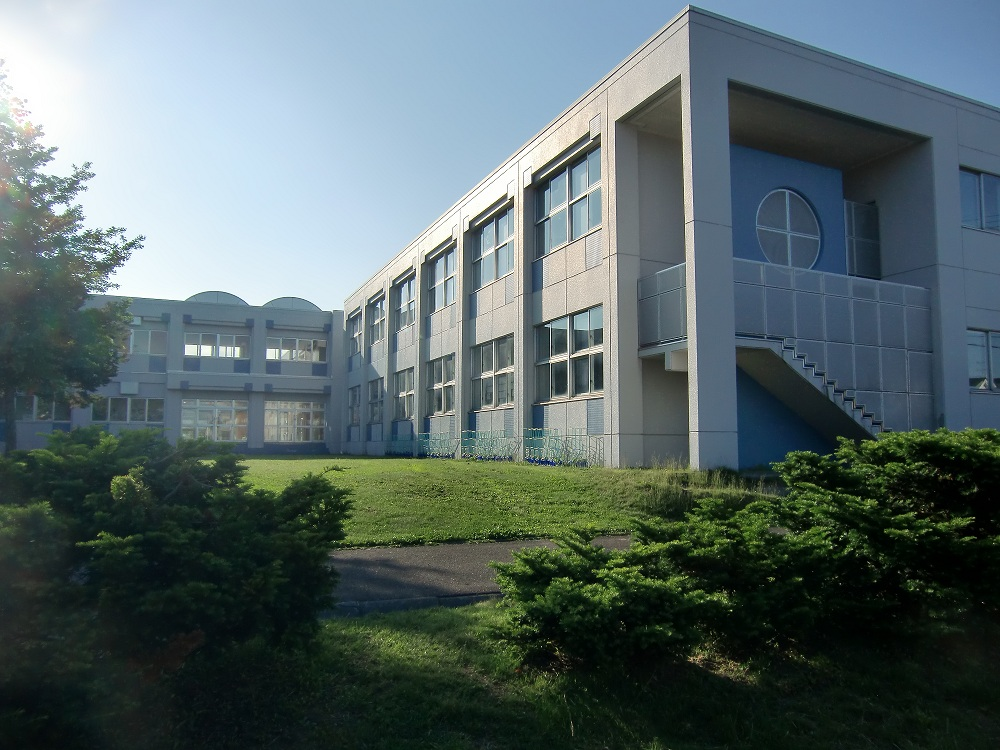
校舎右側（2013年6月）
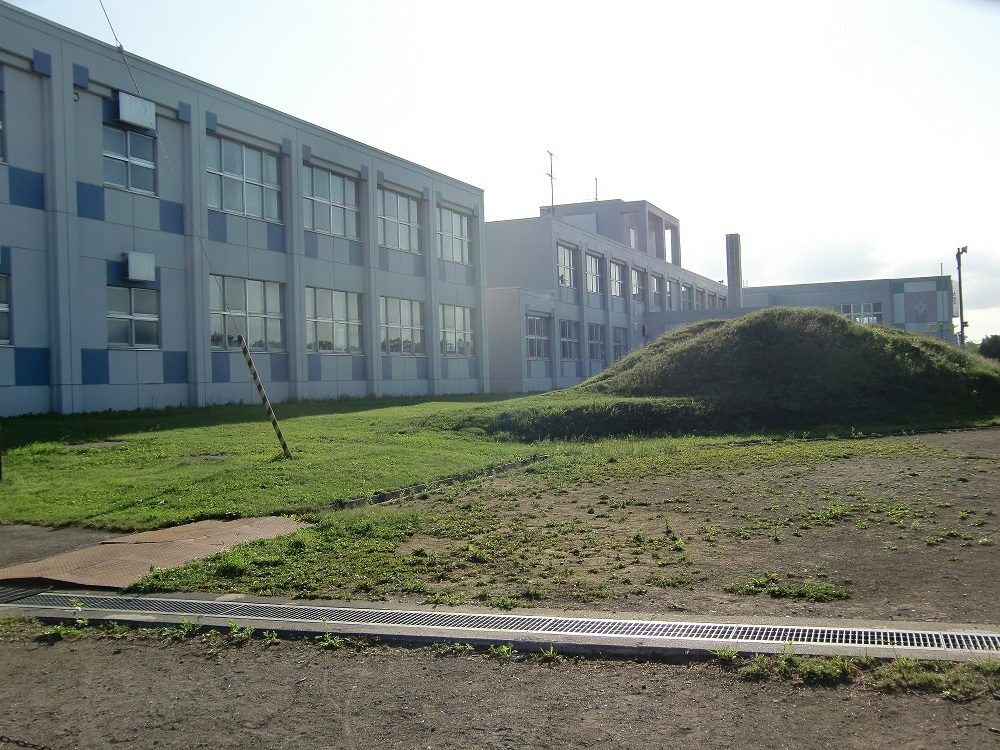
校舎裏側（2013年6月）
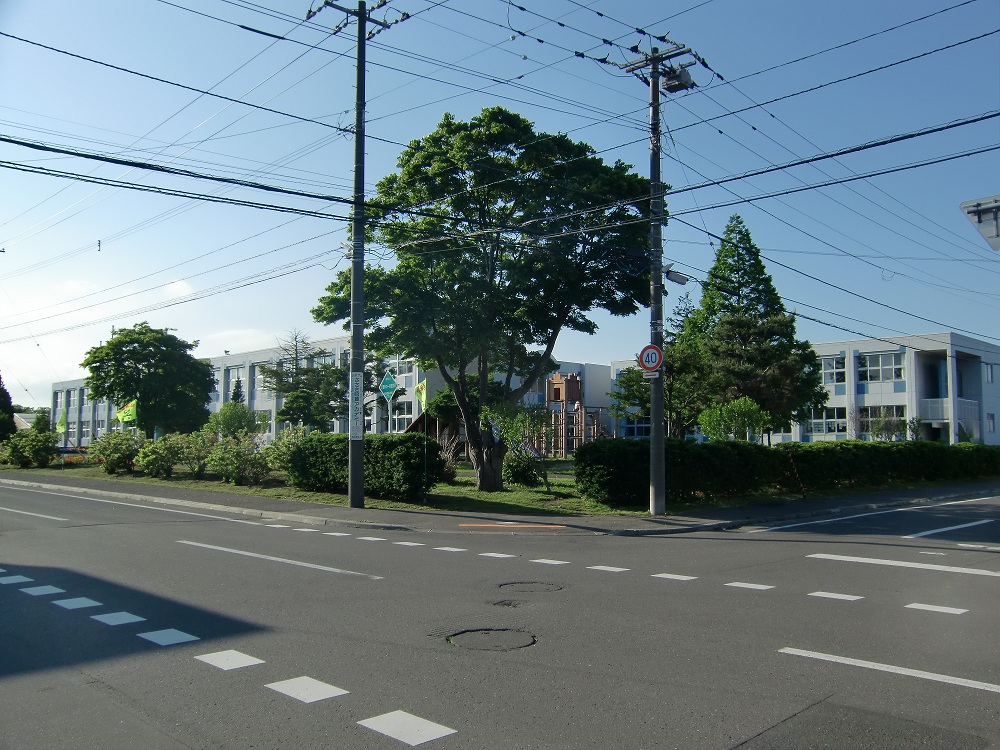
校舎全体（2013年6月）